# 헨리크 스텐손
헨리크 올로프 스텐손(스웨덴어: Henrik Olof Stenson, 1976년 4월 5일 ~ )은 스웨덴의 골프 선수이다. 2016년 디 오픈 챔피언십에서 우승하였다. 스칸디나비아 선수 중 메이저 대회에서 우승한 선수가 되었다.